# Роди
Ро̀ди (на италиански: Roddi; на пиемонтски: Rod, Род) е село и община в Северна Италия, провинция Кунео, регион Пиемонт. Разположено е на 285 m надморска височина. Населението на общината е 1578 души (към 2010 г.).